# Nachal Beka
Nachal Beka (hebrejsky נחל בקע) je vádí v jižním Izraeli, v severní části Negevské pouště.
Vede po jižním okraji města Beerševa. Od jihovýchodu do něj ústí četná vádí jako Nachal Solela a Nachal Nokdim. Směřuje k západu mírně zvlněnou pouštní krajinou, která je většinou stavebně využita. Ústí zleva do vádí Nachal Be'erševa.